# Богатырёв, Михаил Иванович
Михаил Иванович Богатырёв (20 сентября 1923, с. Бузулук, Атбасарский уезд, Акмолинская губерния, Киргизская АССР, РСФСР, СССР — 21 октября 1994, Уральск, Западно-Казахстанская область, Казахстан) — комбайнёр колхоза «40 лет Октября» Бурлинского района Уральской области Казахской ССР. Герой Социалистического Труда (1966).

## Биография
Родился в 1923 году в крестьянской семье в селе Бузулук.
В 1936 году семья переехала в село Бурлин Западно-Казахстанской области.
Окончил школу механизации сельского хозяйства.
В 1942—1943 годах года участвовал в Великой Отечественной войне. После получения ранения демобилизовался и возвратился в родное село.
С 1944 года трудился трактористом, бригадиром трактористов в колхозе «40 лет Октября» Бурлинского района. С 1958 года — тракторист-комбайнёр в этом же колхозе.
С 1963 года ежегодно собирал высокий урожай зерновых. Указом Президиума Верховного Совета СССР от 23 июня 1966 года удостоен звания Героя Социалистического Труда с вручением ордена Ленина и золотой медали «Серп и Молот».
С 1983 года — на пенсии. Проживал в городе Уральске.
Скончался 21 октября 1994 года.

## Награды
- Герой Социалистического Труда — указом Президиума Верховного Совета СССР от 23 июня 1966 года
- Орден Ленина